# Peștera Măgurici (sit SCI)
Peștera Măgurici este o arie protejată (sit de importanță comunitară — SCI) din România, desemnată în scopul protejării biodiversității și menținerii într-o stare de conservare favorabilă a florei spontane și faunei sălbatice, precum și a habitatelor naturale de interes comunitar aflate în arealul zonei protejate. Aceasta se întinde pe o suprafață de 90,1 ha, integral pe uscat.

## Localizare
Situl se întinde pe teritoriile administrative ale județelor Maramureș (Boiu Mare, Valea Chioarului) și Sălaj (Ileanda). Centrul sitului Peștera Măgurici este situat la coordonatele 47°21′40″N 23°33′32″E / 47.361053°N 23.558831°E.

## Înființare
Peștera Măgurici (ROSCI0192) a fost declarată sit de importanță comunitară în decembrie 2007 pentru a proteja 4 specii faunistice aflate în arealul zonei. Situl include aria naturală Peștera Măgurici.

## Biodiversitate
Situată în ecoregiunea continentală a Podișului Someșan, aria protejată nu conține niciun habitat natural.
La baza desemnării sitului se află 5 specii de animale ocrotite la nivel european sau aflate pe lista roșie a IUCN; astfel: liliacul cu aripi lungi (Miniopterus schreibersii), liliacul cu urechi de șoarece (Myotis blythii), liliacul comun (Myotis myotis), liliacul mic cu potcoavă (Rhinolophus hipposideros) și liliacul mare cu potcoavă (Rhinolophus ferrumequinum).